# Pobjoy R

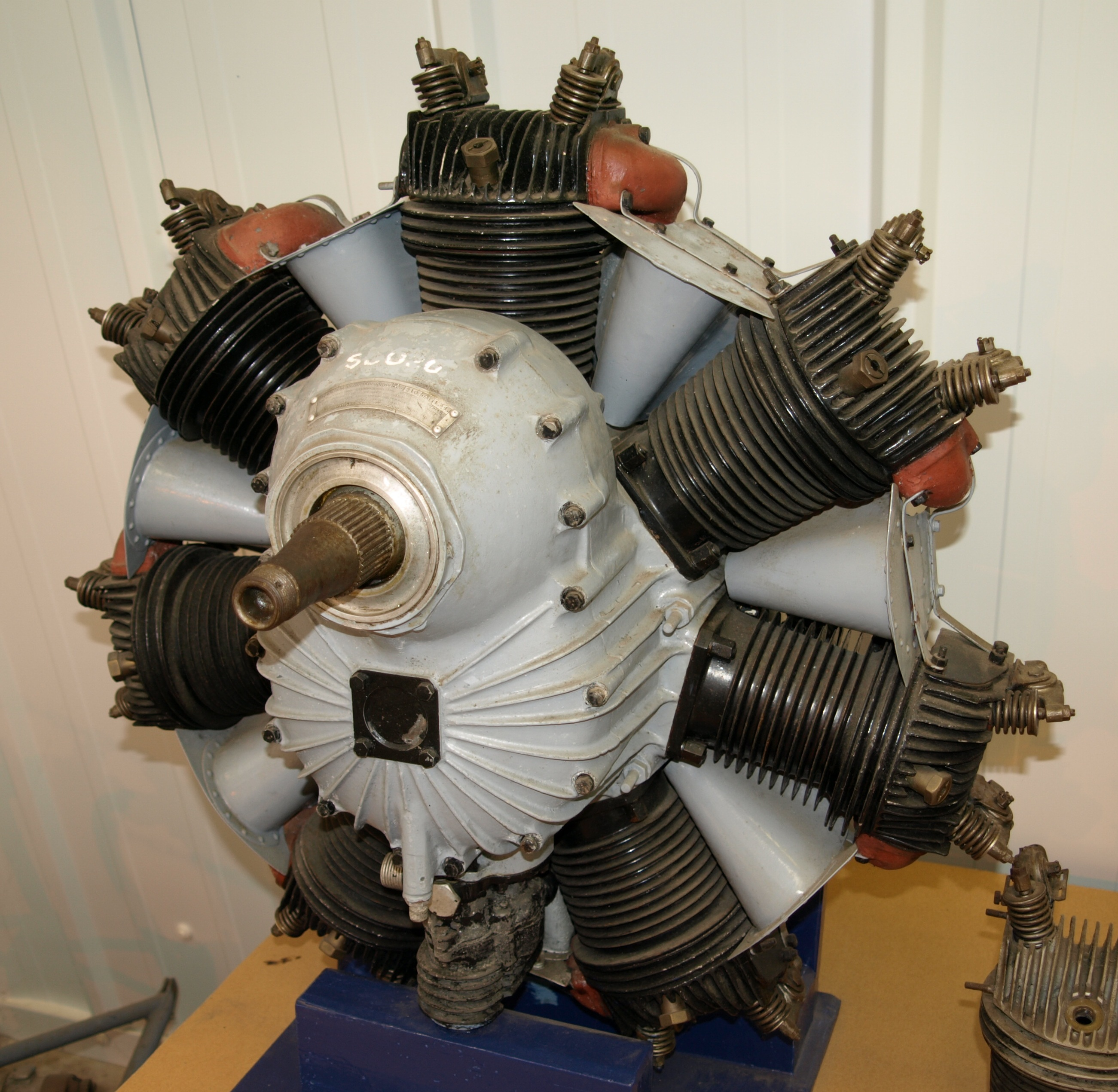
Pobjoy R

Der Pobjoy R war ein britischer luftgekühlter 7-Zylinder-Sternmotor, der von der Firma Pobjoy Airmotors entwickelt und hergestellt wurde.

## Entwicklung
Im Jahr 1926 auf den Markt gebracht, wurde er in den 1930er-Jahren zu einem häufig verwendeten Motor, der in leichten und kleinen Flugzeugen eingesetzt wurde. Ab 1933 wurde er in der ČSR als Mira R bei Walter in Lizenz gebaut. Das auf das Motorgehäuse aufgesetzte Untersetzungsgetriebe erlaubte es, den Motor in einem leistungsmäßig günstigen hohen Drehzahlbereich zu betreiben. Aufgrund des Getriebes trat die Propellerwelle außermittig aus dem Motor heraus. Die Ölversorgung des Motors erfolgte über eine Trockensumpfschmierung.

## Einsatz
Der Pobjoy R kam in den folgenden Flugzeugtypen zum Einsatz:
- British Aircraft Swallow
- Comper Swift
- Comper C.25
- Cosmopolitan Light Plane
- Couzinet 101
- DFS 39 / Lippisch Delta IV
- Fieseler F 3 Wespe
- General Aircraft ST-4 und ST-6
- Kay Gyroplane
- Letov Š-139
- Mauboussin M.121P Corsaire Major
- Miles Satyr
- Praga E-214
- Přikryl-Blecha PB-5
- Short Scion
- Short Scion Senior
- Spartan Clipper
- Cierva-Lepère C.L. 10B Autogiro

## Technische Daten (Pobjoy R)
Daten siehe: Lumsden
- Motortyp: 7-Zylinder-Sternmotor, luftgekühlt, linksdrehend
- Bohrung: 77 mm (3,03 in)
- Kolbenhub: 87 mm (3,43 in)
- Hubraum: 2,84 l (173,05 cu in)
- Durchmesser: 647,7 mm (25,5 in)
- Gewicht: 61,29 kg (135 lb)
- Leistung: 62,5 kW (85 PS)
- Leistungsgewicht: 1 kW/1,1 kg (1 PS/1,8 lb)
- Treibstoffverbrauch: 22,3 l/h (4,9 imp. gallons/h)